# 费市严家
费市严家，是清朝末年至民国年间上海著名家族，中国民族资本的代表家族。源自浙江慈谿庄桥费市村（今属浙江省宁波市江北区庄桥街道），故名。

## 代表人物

### 开创
- 严恒，字笠舫，号石泉居士，诗人、学者。
  - 严信厚（1838年—1906年），原名经邦，字筱舫，亦作小舫。实业家、慈善家、书法家、画家、社会活动家，宁波商帮、江浙财团、南帮票号的代表人物。

### 第二代
严信厚有女二人，子一人：
- 长女严淑英，婿吳調卿之子吳熙元
- 次女严毓珊，婿朱培卿
- 子严子均（1872年－1931年）：著名实业家。

严信厚族侄
- 严修（1860年—1929年），字范孙。清末教育总长（袁世凯内阁），南开校系开创人之一，著名教育家、书法家。有六子。
  - 子严智怡（1882年－1935年）：曾创办河北博物院（1941年改名天津特别市立博物院，2004年改稱現名天津博物馆）
  - 子 嚴智鍾：台大医学院院长
  - 五子严智开（1894年—1942年）：美术家、教育家。
    - 严仁英（1913年－2017年）：妇科保健专家

### 第三代
严子均先后有张氏和杨俪芬二位夫人，其中杨氏所有子女均为其做妾时所生，原配张氏直至1919年仍在世，张氏去世后，杨氏扶正。有子女12人，其中子5人，女7人。子多在英美学校学习，女包括著名的“严氏三姐妹”。
- 子严智多：娶刘承毅（刘为浙江湖州南浔镇“四象”之首小莲庄刘镛孙女）。
- 子严智珠（前上海永新雨衣厂总工程师）
- 子严智桐（前上海章华毛纺厂总工程师）
- 子严智实
- 子严智寿

#### 严氏三姐妹
“严氏三姐妹”为严子均的三个女儿。
- 严彩韵（1902年—1993年）：嫁生物化学家中研院院士吴宪。子吴瑞，美国著名生物学家。
- 严莲韵（1903年—2004年）：嫁徐振东。子徐景达、徐景乾。女徐景燦。外孙女徐烨。
- 严幼韵（1905年—2017年）：先嫁杨光泩（1900年—1942年）。在丈夫生前，从1930年代开始与已婚的外交家、总理顾维钧（1888年—1985年）通奸，杨后来牺牲，成为顾维钧公开的情妇，直到1959年才得以嫁给离婚的顾维钧。
  - 长女杨蕾孟（Genevieve Young，1931年－2020年）[2]，原矮脚鸡图书公司（英语：Bantam Books）副总裁、总编辑。
  - 次女杨雪兰（Shirley Young，1935年－2020年），原通用汽车副总裁、美籍华人组织百人会首任会长。
    - 三名兒子薛兆一、薛兆人、薛兆山都是美国桥牌协会（英语：American Bridge Association）授予的终身大师。[3]

  - 三女杨茜恩（Frances Young，1941年－1993年）[4]，為金融家与慈善家唐骝千（1938年—）故妻。
    - 獨子唐慶年，三家上市生化公司的董事。[4]
    - 長女唐瑞瑛，企鹅出版集团（2013年同兰登书屋形成企鹅兰登书屋）所屬兒童書商海雀書屋（英语：Puffin Books）總裁；長婿Stephen Limpe曾為岳父打理Acoustiguide（英语：Acoustiguide）語音導覽公司（2005年已併入以色列的信息技術公司）。[4]
    - 次女芝瑛為建築師。[4]

Template:严氏三姐妹

### 第四代
严智多有2个女儿，均为民国上海滩交际名媛。
- 长女严仁美（1914年－2014年）：嫁李祖敏（小港李家第四代成员）[5]。
- 次女严仁芸：嫁杜维藩（杜月笙五公子）

## 相关家族
- 小港李家
- 南浔四象